# Miltochrista rosacea
Miltochrista rosacea är en fjärilsart som beskrevs av Bremer 1861. Miltochrista rosacea ingår i släktet Miltochrista och familjen björnspinnare. Inga underarter finns listade i Catalogue of Life.